# Sancha Fernández Díaz
Sancha Fernández Díaz fue una noble aragonesa del siglo xiii, esposa de Jaime Pérez de Aragón, primer señor de Segorbe.
Sancha Fernández, era hija de  Rodrigo Díaz, señor de Benaguasil, y de su mujer Sancha Eximénez de Arenós (hija de Alda Ferrándis señora del Vall de Lullén).[cita requerida]
Contrajo matrimonio el 22 de noviembre de 1279 con Jaime Pérez de Aragón. De este matrimonio nació una hija Constanza Pérez de Aragón quien fue la II señora de Segorbe, enlazada con Artal Ferrench de Luna.